# Rezerwat przyrody Kamień Michniowski
Rezerwat przyrody Kamień Michniowski – leśny rezerwat przyrody położony na terenie Sieradowickiego Parku Krajobrazowego (w nadleśnictwie Suchedniów), w gminie Bodzentyn, w powiecie kieleckim (województwo świętokrzyskie).
- Numer ewidencyjny WKP: 041
- Powierzchnia: 10,59 ha[2] (akt powołujący podawał 10,50 ha)

Przedmiotem ochrony są wielogatunkowe zbiorowiska leśne z jodłą pospolitą (Abies alba) oraz wychodnie skał piaskowca triasowego z ciekawą roślinnością naskalną.
Rezerwat obejmuje część szczytową i fragment zachodniego zbocza najwyższego wzniesienia Pasma Sieradowickiego Gór Świętokrzyskich – Kamienia Michniowskiego (435 m n.p.m.).
Na terenie rezerwatu znajduje się Jaskinia Ponurego.
Przez rezerwat przechodzi  niebieski szlak turystyczny z Berezowa do Suchedniowa. Rezerwat jest punktem początkowym  czarnego szlaku turystycznego prowadzącego do kapliczki Świętej Barbary.

## Podstawa prawna
- Zarządzenie Ministra Leśnictwa i Przemysłu Drzewnego, Monitor Polski z 1978 r, Nr 33, Poz. 126